# Arctia unipunctata
Arctia unipunctata är en fjärilsart som beskrevs av Statt. 1934. Arctia unipunctata ingår i släktet Arctia och familjen björnspinnare. Inga underarter finns listade i Catalogue of Life.